# Josef Wilhelm Alander
Josef Wilhelm Alander, född 13 september 1830 i Luvia, död 10 april 1910 i Ruovesi, var en finländsk pianotillverkare i Tammerfors och Ruovesi.
Under sin livstid tillverkade Alander ett 10-tal taffelpianon.

## Biografi
Alander föddes 13 september 1830 i Luvia. Han var son till kyrkoherden därstädes. Han var anställd på Erik Gustaf Granholms pianofabrik i Helsingfors. Han var på 1850-talet instrumentmakaregesäll hos klaverbyggaren Georg Fredrik Palmgren i Helsingfors. År 1859 flyttade han till Tammerfors. Den 4 april 1861 fick han privilegium att tillverka musikinstrument, möbler med mera i Tammerfors. I oktober 1861 flyttade han vidare till Ruovesi. Där startade han upp en pianofabrik som tillverkade pianon fram till 1860-talets mitt. Vid sidan om drev Alander en lanthandel. Den upphörde först 1908. Alander avled 10 april 1910 i Ruovesi.
Alander gifte sig första gången med Anna Greta Pilman (1821–1863). Han gifte sig andra gången med Ulrika Vilhelmina Blomster (1848-1882). Tredje gången gifte sig Alander med Lovisa Emilia Packalen (1835–1908).

## Instrument

### Bevarade instrument
Tre taffelpianon fanns i privat ägo på 1950-talet. 